# لوحات تسجيل المركبات في سلطنة عمان

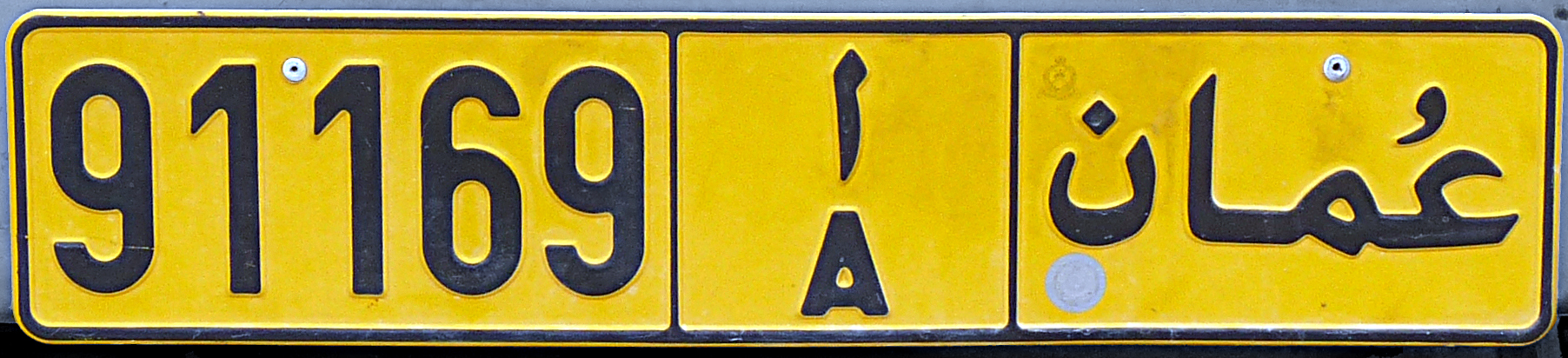
لوحة تسجيل من عمان (منذ عام 2001)

بدأت لوحات تسجيل المركبات العمانية في عام 1970. وبدأت النسخة الحالية في عام 2001.

## أنواع المركبات (لوحات جديدة)
هناك عدة أنواع من اللوحات في عمان: (خاص / تاكسي / تجاري / تعلم القيادة / حكومي / هيئة سياسية / قنصلية الهيئة / الأمم المتحدة / جرار / آلية دراجة / تصدير / فحص / تأجير).
| خاص  |  | أصفر = مركبة خاصة     |
| تكسي |  | أحمر = مركبة غير خاصة |

## رموز المنطقة الرئيسية (للوحات القديمة)
النمط 89127 X (X (X)) بأرقام عربية متبوعة بأحرف. منطقة X مسجلة في:

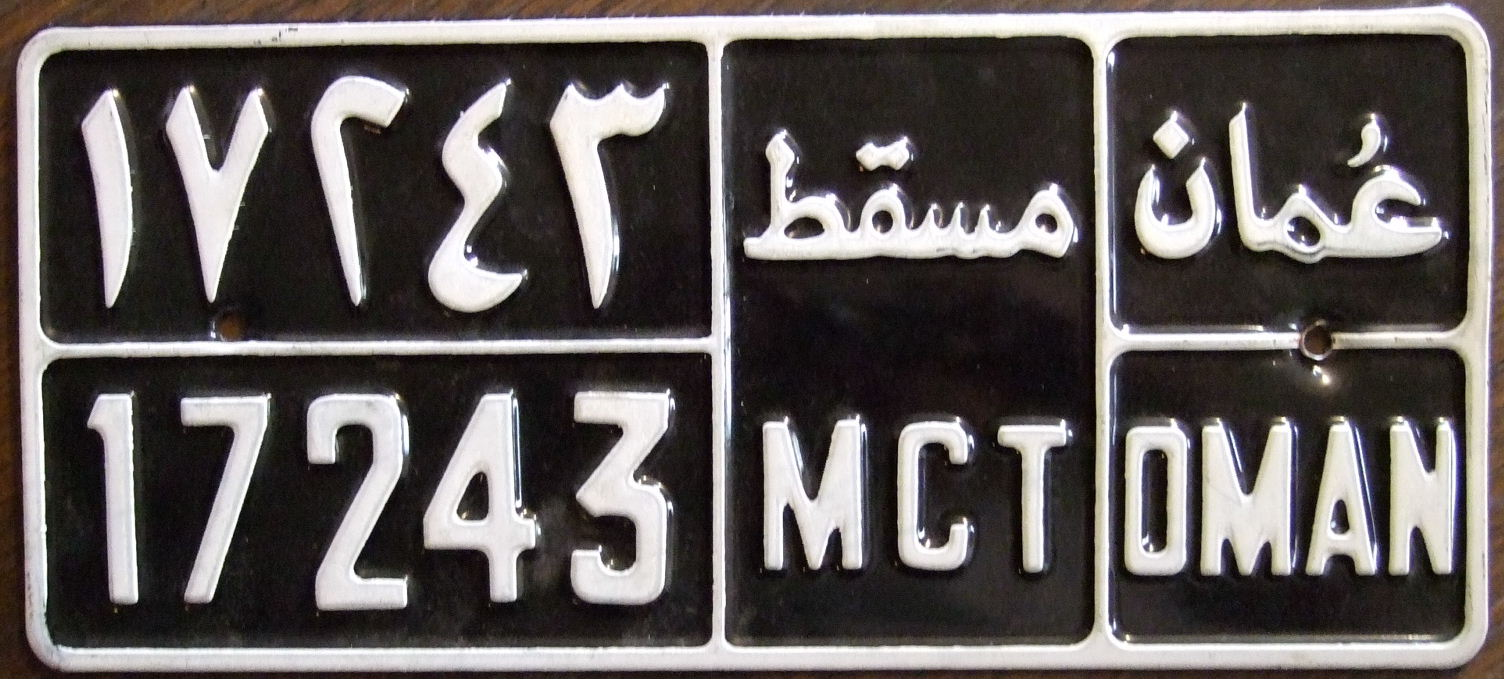
لوحة التسجيل القديمة من عمان

| الحرف | منطقة        |
| ----- | ------------ |
| A     | مسقط         |
| B     | الباطنة      |
| DH    | الظاهرة      |
| H     | ظفار         |
| M     | مسندم        |
| MCT   | مسقط العاصمة |
| SH    | الشرقية      |